# Хісайсі Дзьо
Хісáйші Джьо (яп. 久石 譲 IPA: [çisaiɕi d͡ʑoː] прослухатиⓘ); нар. 6 грудня 1950, Накано, префектура Наґано, Японія) — японський композитор і диригент. Улюблені течії у творчості — мінімалізм та неокласика. Всесвітньо відомий завдяки співпраці з режисером Такесі Кітано та мультиплікатором Хаяо Міядзакі. Видав понад 20 сольних альбомів. Лауреат численних премій та нагород. Дійсний член Американської Кіноакадемії. Справжнє ім'я Мамору Фуджісава ((яп. 藤澤 守).

## Молодість та початок творчості
Мамору Фуджісава народився у містечку Накано в центральній Японії. З п'яти років почав брати уроки гри на скрипці та фортепіано і виявив неабияку пристрасть до музики. Після закінчення школи, у 1969 році переїздить до Токіо і поступає до приватного музичного коледжу Кунітаті на композиторське відділення. Під час навчання починає співпрацювати з музикантами-мінімалістами, поступово формуючи власний музичний стиль. Із Альма-матер композитор зберіг теплі стосунки, і час від часу навідується до коледжу Кунітачі із авторськими вечорами та лекціями для теперішніх студентів.
Одним з професорів Мамору Фуджісави був легендарний композитор музики для японських мультфільмів Такео Ватанабе — автор саундтреків до таких «епохальних» мультсеріалів 70-х років, як Gundam та Candy Candy. Ватанабе надав своєму студентові схвальні рекомендації і допоміг знайти замовників для музики. Першою самостійною працею молодого композитора став музикальний супровід для пародійного мультсеріалу про кам'яну добу «Перша людина Ґятрус», який вперше транслювався у 1974—1975 роках.
Успіх цієї роботи відчиняє Фуджісаві двері у середовище японської мультиплікації. У II пололовині 70-х — на початку 80-х рр. його регулярно запрошують для створення музикальних супроводів до мультсеріалів, здебільшого як аранжувальник, або автор додаткових пісень, що звучать всередині або наприкінці серії. Поміж серіалів того часу, до яких композитор додав свій музичний внесок, є й такі, що досить відомі серед знавців аніме і в наш час — «Юна чаклунка Лалабель», «Вольтрон», «Роботенятко Бітон», «Академія Ніндзя» та ін. Свої перші музичні твори для мультфільмів Мамору Фуджісава підписує справжнім ім'ям.

## Походження псевдоніму
За певних умов, кандзі, якими записано псевдонім (久石譲), можуть бути прочитані, як «Куісі Джо». Це ніщо інше, як фонетична імітація ім'я Квінсі Джонс — відомого американського музиканта та продюсера. Проте, сам Хісайші заперечує, що Куінсі Джонс якось суттєво вплинув на його творчість. Взагалі, про вплив та джерела натхнення, Хісайші розповідав таке:
|  | Людей, які на мене впливали, не так вже й багато. Наприклад, у царині музики до кіно, я, звичайно ж, прислухався до композиторів, що пишуть музику для Голівудських фільмів, таких як Ганс Ціммер, або Джеймс Горнер. І ще до декількох, мабуть. Проте я не можу стверджувати, що вони вплинули на мене. |

Незвичність псевдоніму у тому, що в оригіналі «Джонс» це прізвище, а у псевдонімі — навпаки, «Джо» стоїть на місці імені. Мамору Фуджісава обирає цей псевдонім наприкінці 70-х років. Перша сольна робота композитора «Mkwaju», що вийшла 1981 року, вже була підписана «Джо Хісаіші».

## Співпраця з Хаяо Міядзакі
У 1983 році японський медіа-холдинг Tokuma, що за рік до того видав другий сольний альбом Хісайші «Information», займався підготовкою до випуску в прокат анімаційного фільму «Наусіка з Долини Вітрів». Над мультфільмом працювала нова команда аніматорів, що згуртувалась навколо Хаяо Міядзакі, для якого це був перший повнометражний проект як режисера та автора сценарію. В команді не вистачало тільки композитора. Хісайші та Міядзакі познайомились за посередництва босів «Токуми» та одразу стали великими друзями.
Сам Міядзакі так згадує знайомство з Хісаіші:
У Джо Хісайші збереглися майже такі самі спогади про їхнє знайомство:
|  | Я зайшов до великої кімнати, де не було нічого окрім столу, стільця і чоловіка, що там сидів, і виглядав трохи безпорадним. Він почав розказувати про фабулу, персонажів та контекст, в якому буде відбуватись історія. І він пристрасно розповідав мені усе це десь протягом години. Він підвівся щоб показати мені начерки того, що згодом перетвориться у кадри. Я дивився справді зачарований і подумав тоді про себе, що він — оригінальний тип. Десь так пройшла наша перша зустріч. |

Спільна робота над «Наусікою» стала кар'єрним трампліном для обох митців. Впевнений успіх мультфільму дозволив Міядзакі та його команді заснувати «Студію Дзіблі», а Хісайсі — стати одним з японських кіно-композиторів з найвищим попитом. З тих пір і до сьогодення Джо Хісайші був автором музики до усіх повнометражних мультфільмів режисера Хаяо Міядзакі.
Протягом трьох десятиріч, що триває ця співпраця, Хісайші зміг використати у своїх саундтреках повну палітру музичних жанрів. Музика для «Наусіки», сюжет якої розгортається у пост-апокаліптичному майбутньому, витримана у стилі хай-тек з широким використанням електронних інструментів. Проте фінальна композиція «Людина-птах», особливо в оркестровому виконанні — типовий приклад музичної неокласики. Написані в жанрі поп-музики пісні до мультфільму «Мій сусід Тоторо», що вийшов 1988 року, стали популярними настільки, що фактично почали «жити» окремим від мультфільму життям.

Обкладинка саундтреку до Відьминої служби доставки

Події Відьминої служби доставки відбуваються у європейському місті 50-х років, в альтернативній реальності де ніколи не було війни. Тож і музикальний супровід дотримується європейської традиції музичного неокласицизму, вбираючи також мотиви популярної музики 50-х. Сюжет «Порко Россо» повертає глядача у 1930-ті роки — епоху розквіту джазу. Те саме робить і Хісайсі, ретельно та охайно створюючи для картини достовірну музичну атмосферу того десятиріччя.
Трохи окремо від інших робіт Хісайсі для стрічок Міядзакі стоїть музика до «Принцеси Мононоке», яка побачила світ 1997 року. Оскільки сюжет ґрунтується на стародавніх японських легендах, композитор сміливо використовує фольклорні мотиви і традиційні японські музичні інструменти. Але навіть в цій особливій роботі присутні чудові ліричні теми, такі як «Сен та Асітака», близькі та зрозумілі слухачам з усього світу.
У саундтреках до мультфільмів Міядзакі, Хісайсі також регулярно використовує наслідування, алюзії або навіть відверті пародії на широковідомі музичні твори митців класичної епохи. Трагічна композиція «Реквієм» із саундтреку до «Наусіки» — особисте глибоке переосмислення композитором частини Dies Irae традиційного латинського реквієму, до якого звертались усі класичні композитори від Моцарта у  XVIII столітті до Карла Орфа у XX-му. Вальс «Карусель життя» із стімпанкової казки «Ходячий замок Хаула», що з'явилась 2004 року, увібрав у себе дух епохи Fin de siècle і чимось нагадує вальси Штрауса. А у саундтреку до «Рибки Поньо на кручі» (2008 рік) Хісайсі дозволив собі трохи поглузувати з вагнерівського «Польоту валькірій» та відомої сцени з фільму Апокаліпсис сьогодні, де звучить ця мелодія. Хісайсі здалось, що епізод, де Поньо біжить по гігантських рибах-хвилях, чимось нагадує рейд «повітряної кавалерії» підполковника Кілгора з фільму Копполи. А дізнавшись, що Поньо насправді звуть Брунхільда — так саме, як і одну з фольклорних валькірій — переконався, що пародична алюзія напрошується сама собою.
Оскільки у 2013 році Хаяо Міядзакі офіційно оголосив про намір піти на пенсію, існує ймовірність, що на цьому припиниться і співпраця з Джо Хісайсі. З іншого боку, Міядзакі і раніше неодноразово збирався на відпочинок. Ще під час створення «Принцеси Мононоке» в далекому 1997 році він стверджував, що це буде його остання картина. Якщо режисер і цього разу на радість шанувальникам порушить обіцянку, можна також сподіватись на нові шедеври від його незмінного композитора.

## Співпраця з Такесі Кітано
У ті часи, коли сценічний комік Біт Такесі робив перші кроки як кінорежисер, Джо Хісайсі вже був широковідомим і затребуваним кінокомпозитором. Вперше їм довелося співпрацювати 1991 року на знімальному майданчику стрічки Сцени коло моря. Для Кітано це була перша картина, де він був режисером та сценаристом одночасно. Малобюджетний фільм, що знімався без павільйонів, гриму та декорацій, став, мабуть найбільш мінімалістичною роботою Кітано. І отримав відповідний за настроєм саундтрек від Хісайсі. Сам композитор так згадував першу співпрацю з режисером:

Збірка, що містить підсумок співпраці двох митців

Стрічку «Сцени коло моря» помітили глядачі та критики, вона мала успіх на деяких кінофестивалях, проте лише робота Хісаіші отримала нагороду.
Дуже особливий режисерський стиль Кітано не міг не позначитись на музикальному супроводі. Наприклад, його другий фільм «Точка кипіння» взагалі не містить музики у звичайному розумінні, а позиція «композитор» у титрах просто відсутня. Саундтреки Хісайсі до фільмів Кітано — субтельні, вони підкреслюють тишу та являють собою звуковий еквівалент завмирання. Такеші-сценарист мінімізує кількість діалогів і не дуже квапиться заповнювати звуками відсутність «екшену» на екрані. Мінімалістична музика у стрічках Кітано використовується як місток між сюжетними лініями, супроводжує героїв картини у моменти відчаю або під час безцільних блукань крізь райони магазинів чи поетичні краєвиди біля озера.
Проте очікування режисера не завадили Хісайсі розкритися у використанні різноманіття стилів. Співпрацюючи з Кітано від «Сцен коло моря» до «Ляльок», композитор звернувся майже до усіх можливих форм та жанрів: фольклорних мотивів, електронної та оркестрової музики, джазових стандартів, бурлеску та, звичайно, до мінімалізму.
Співпраця з Кітано не завжди була легкою для колег по знімальному майданчику, у тому числі й для композитора.
|  | Під час зйомок «Сонатіне» я відчував, ніби він втомився жити… Я бачив якесь розчарування у ньому. |

Саме таку характеристику Хісайсі давав тому емоційно важкому стану, в якому Кітано перебував під час роботи над «Сонатіне» 1993 року. Кітано нерідко з'являвся напідпитку і чіплявся до всіх із балачками про смерть і самогубство. Мабуть тому «Сонатіне» вважається найбільш похмурим фільмом режисера. Проте, цю стрічку кіноакадемія також проігнорувала, нагородивши тільки саундтрек Хісайсі.

Слід зазначити що стосунки між Японською кіноакадемією та Кітано залишались напруженими протягом усіх 90-х років. Картини Кітано майже завжди викликали ажіотаж серед аудиторії та отримували нагороди на міжнародних кінематографічних подіях. Проте Японська кіноакадемія вперто і демонстративно «не помічала» режисера, вшановуючи тільки роботу автора музики до його фільмів — Хісайсі. Ситуація майже дійшла абсурду на врученні нагород у 1999 році, коли стрічка вже на той момент визнаного у світі режисера Кітано «Феєрверк» мала 13 головних номінацій, з яких виграла тільки одна — найкращий музичний супровід.
Саундтрек до фільму «Ляльки», що вийшов на екрани 2002 року, можна вважати найбільш субтельним та водночас депресивним серед усіх робіт Хісайсі для фільмів Кітано. Бідна на мелодії та емоції музика тільки підкреслює гнітючу атмосферу картини.
«Ляльки» стали останньою сторінкою у співпраці Кітано і Хісайсі. Під час монтажу картини між двома митцями виникла суперечка, у якій вони так і не змогли відшукати компроміс. Вже для наступної своєї стрічки Затоічі, що вийшла 2003 року, Кітано запросив як композитора Кейіті Судзукі.
Не зважаючи на це, Хісаіші дуже схвально висловлюється про свій досвід співпраці з кінорежисерами:
|  | Я починав як сучасний композитор, який дуже довго був занурений у важкі дисонуючі звуки. Але мені також випала можливість створити кілька мелодичних творів. Щодо можливості такого досягнення, гадаю, Кітано-сан та Міядзакі-сан просто витягли ці мелодії з мене. |

## Сім'я
Докладніше: Май (співачка)

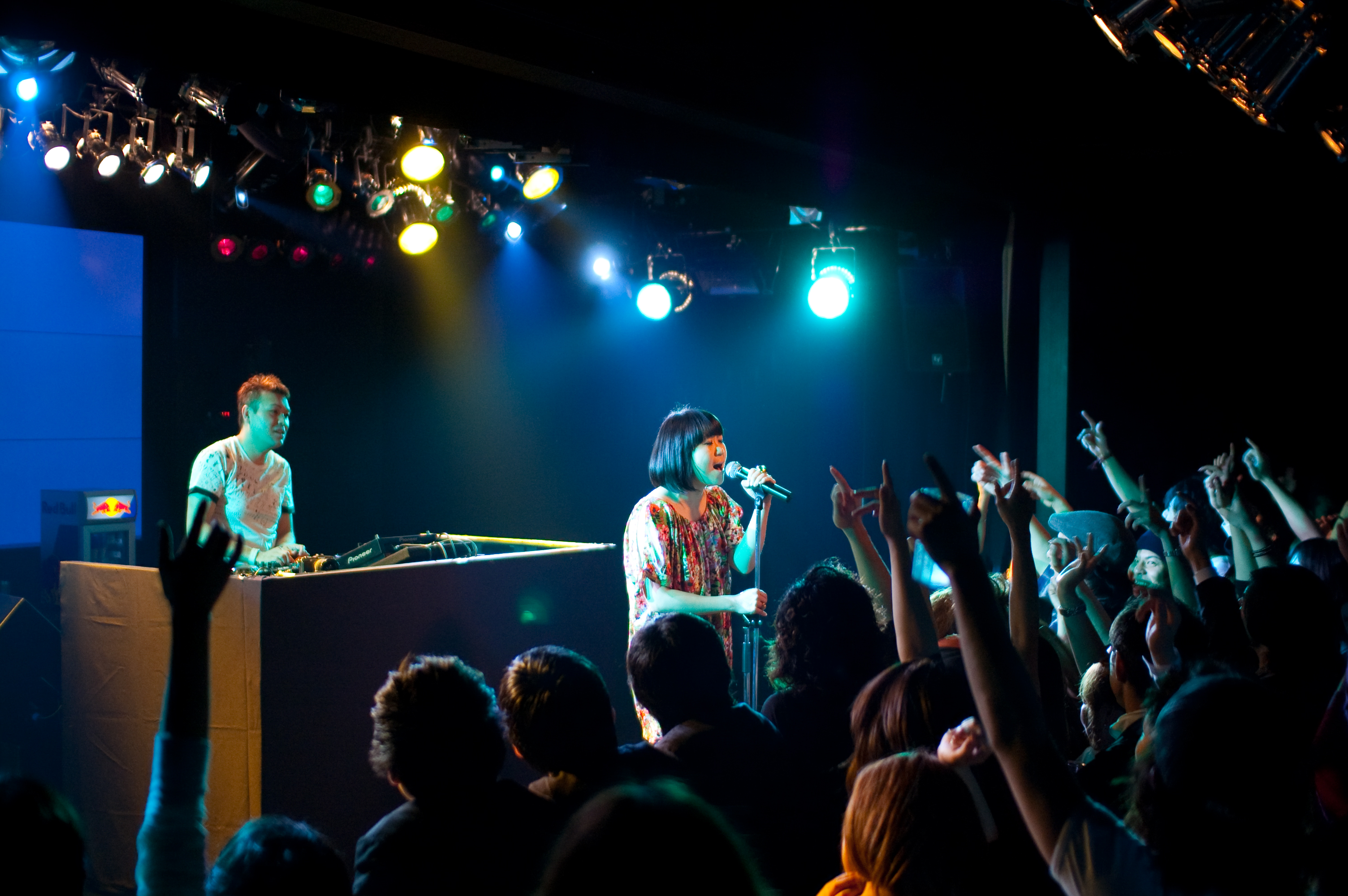
Май під час виступу наживо, 2010 рік

1979 року в сім'ї композитора народилась донька Май Фуджісава. Батько почав залучати доньку до своїх музичних проектів буквально з пелюшок. Під час написання музики до «Наусіки», Хісайсі вмовив 4-річну Май виконати нехитру вокальну партію, яка потім була використана у треках «Реквіем» та «Давно минулі дні».
У більш дорослому віці Хісайсі теж неодноразово запрошував доньку приєднатися до створення саундтреків. У 2005 році Май виконала вокальну партію титульної пісні для корейського фільму «Ласкаво просимо до Донмакголь». А у 2008 записала колискову «Рондо будинку із соняшниками» для «Рибки Поньо на кручі».
Проте, бажання доньки розпочати власну музичну кар'єру не одразу знайшло схвальну реакцію батька. За її словами, вперше вона почала говорити про свої наміри у 18-річному віці, але їй довелось три роки переконувати батька, щоб він «благословив» її на кар'єру музиканта.
Для сценічного образу співачка використовує тільки власне ім'я ((яп. 麻衣 Май) без прізвища.

## Диригент World Dream Orchestra
Хоча перший публічний виступ Дзьо Хісайсі відбувся ще 1975 року, справжнього успіху як диригент він зазнав із середини 2000-х років, заснувавши симфонічний оркестр особливого складу. 2004 року на базі Нового японського філармонічного оркестру Хісаіші створив World Dream Orchestra, або Всесвітній оркестр мрії. Насправді, до моменту створення World Dream Orchestra, Хісайсі вже мав 15-річний досвід роботи з цим оркестром, оскільки саме з цим колективом записувались саундтреки композитора того періоду. Щоб не відривати музикантів від основної роботи під час театрального сезону, було вирішено скликати склад World Dream Orchestra тільки у літні місяці. За цей час маестро і музиканти дають публічні концерти, а також записують студійні роботи.
Найпомітнішим виступом композитора разом з World Dream Orchestra став гала-концерт на честь 25-річчя Студії Джиблі, що пройшов у токійському Будокані в серпні 2008 року. Разом з музикантами оркестру на сцену зійшли об'єднані хори Ріцуюкан та Іппан Кубо, Токійський дитячий хор, а також об'єднаний маршуючий оркестр. Всього під керівництвом Хісайсі виступала приголомшлива кількість вокалістів та музикантів — 1160. На усіх виступах у Будокані був повний аншлаг, згодом концерт транслювався по японському телебаченню, а наступного року вийшов у записі на дисках Blu-Ray як колекційне видання.

## Інші відомі роботи

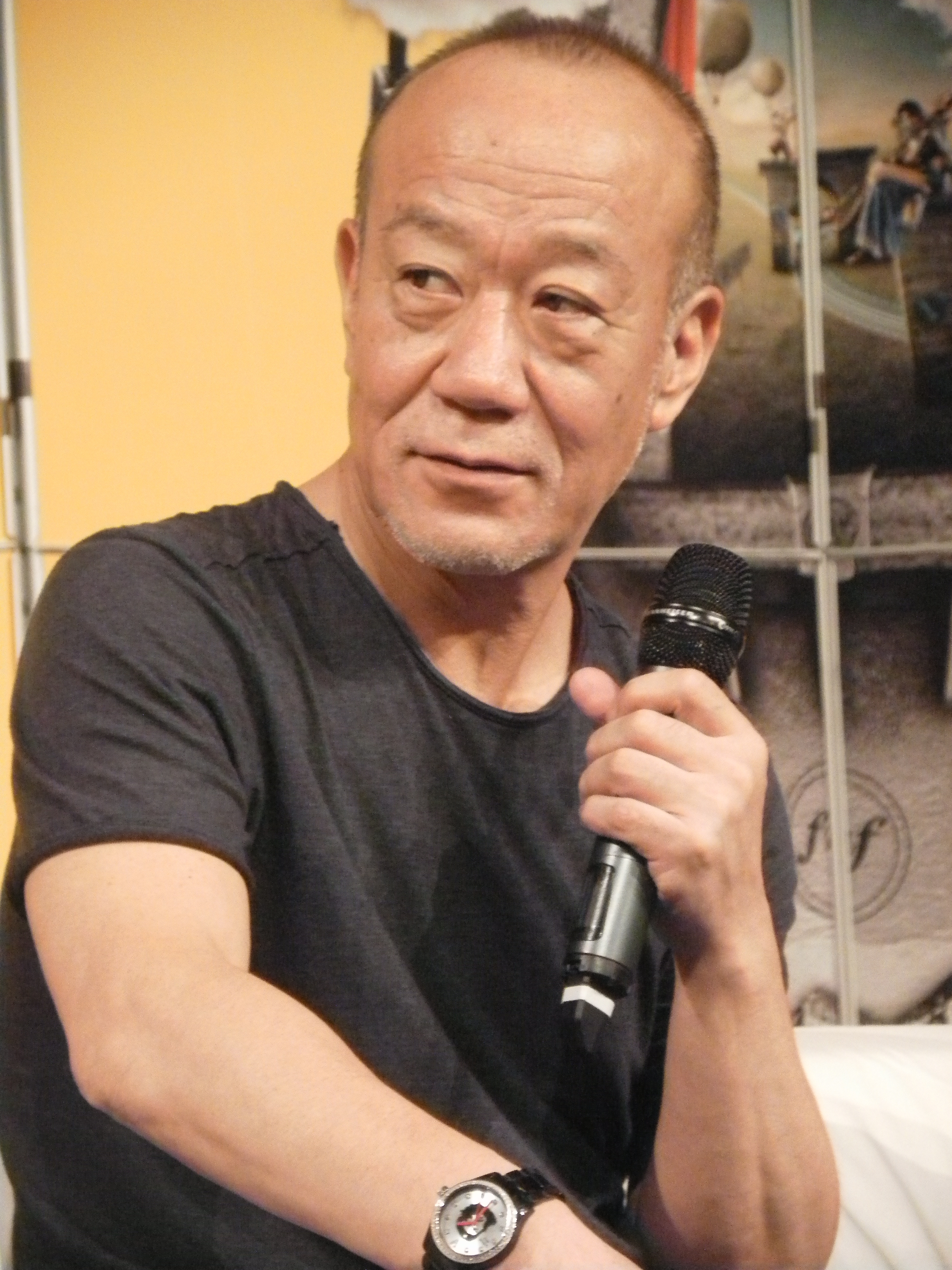
Джо Хісайсі під час виступу у Кракові, 2011 рік

Хісаіші має тривалу і успішну кар'єру сольного музиканта. Загалом, починаючи з 1981 року, він видав більш ніж 100 сольних альбомів та саундтреків до фільмів. Він також створив власний лейбл під назвою Wonder Land Inc.
Окрім написання саундтреків, композитор бере участь у створенні реклами.
У 1998 році Хісайсі був запрошений для розробки музикального супроводу Зимових Паралімпійськіх ігор в Нагано.
У жовтні 2001 року дебютував як кінорежисер із кіномюзиклом «Квартет», до якого, звичайно, написав і музику. Стрічка отримала чудові відгуки, була представлена як перший японський повнометражний мюзикл та номінувалася на Монреальському фестивалі.
2010 року написав ексклюзивний саундтрек для відеогри «Друга країна».
2013 року створив музику для картини Ісао Такахати «Казка про принцесу Кагуя». Це перший випадок, коли Хісаіші пише саундтрек для когось зі «Студії Джиблі», окрім Хаяо Міядзакі. Саундтрек до мультфільму видається окремим диском.
У 2013 році написав музику для документального фільму про перші спостереження гігантського кальмара у природному середовищі.

## Визнання та нагороди[46]

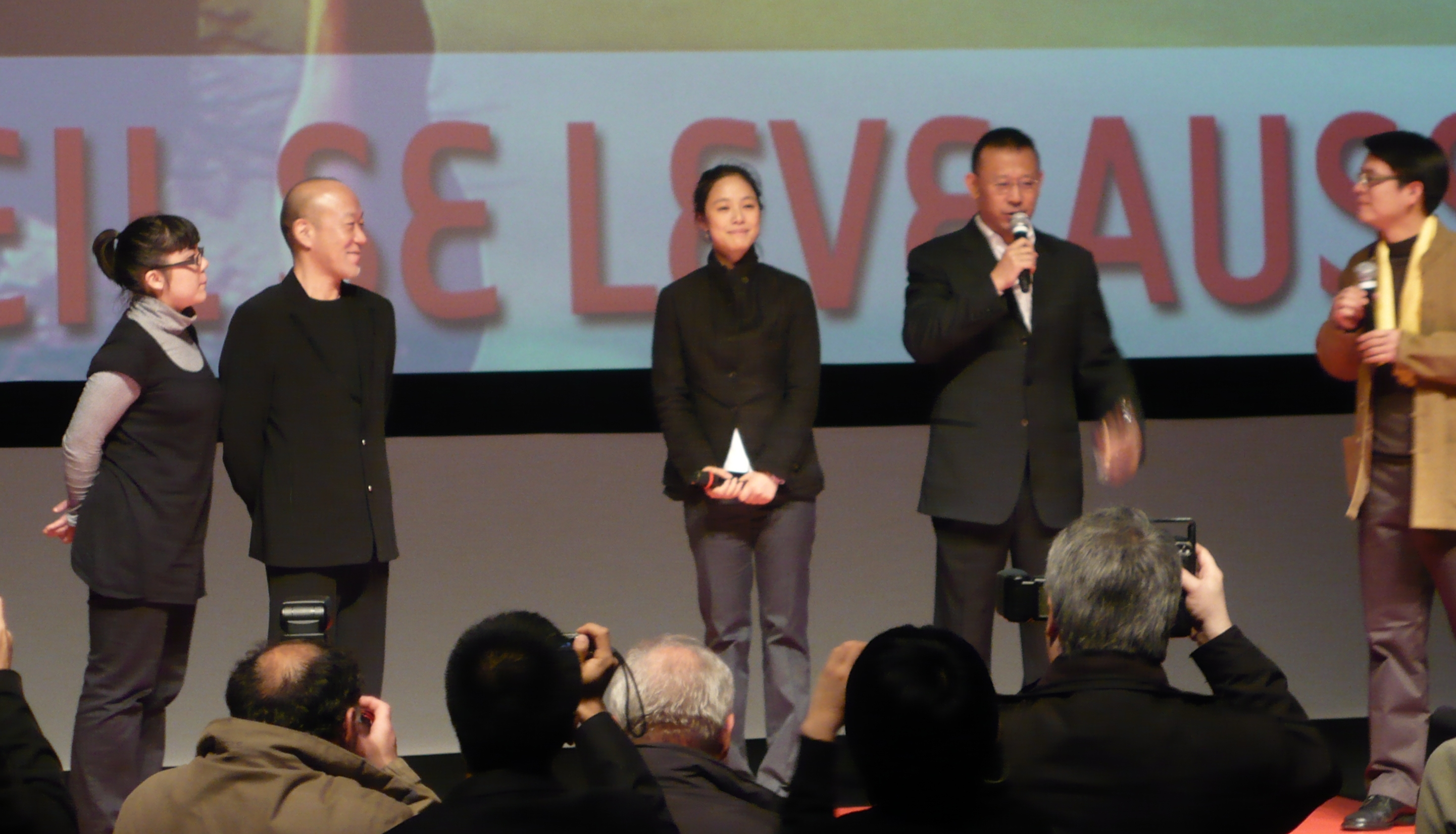
Джо Хісайсі (другий зліва) на Азійському кінофестивалі, 2010 рік

- 1992 рік. Нагорода за найкращу музику до фільму «Сцени коло моря» режисера Такеші Кітано на 15-му врученні премії Японської кіноакадемії.
- 1994 рік. Нагорода за найкращу музику до фільму «Сонатіне» режисера Такесі Кітано на 17-му врученні премії Японської кіноакадемії.
- 1997 рік. Золотий лев на Венеційському кінофестивалі за музику до фільму «Феєрверк» режисера Такесі Кітано. Той самий саундтрек отримав нагороду за найкращу музику до фільму на 22-му врученні премії Японської кіноакадемії у 1999 році.
- 2000 рік. Нагорода за найкращу музику до фільму «Кікудзіро» режисера Такесі Кітано на 23-му врученні премії Японської кіноакадемії.
- 2001 рік. Нагорода Animation Album of the Year за музику до мультфільму «Сен та Тіхіро в полоні у духів» режисера Хаяо Міядзакі на 16-й церемонії вручення Gold Disk Award.
- 2005 рік. Нагорода за найкращу музику до фільму «Ходячий замок Хаула» режисера Хаяо Міядзакі від Лос-Анжелеської асоціації кінокритиків.
- 2005 рік. Нагорода на найкращу музику до фільму «Ласкаво просимо до Донмакголь» режисера Пак Кван Хьона від Корейської кіноакадемії.
- 2006 рік. Нагорода на найкращу музику до фільму «Постмодернове життя моєї тітки» на 27 церемонії вручення нагород Гонконзької кіноакадемії.
- 2008 рік. Бенефіс на Азійському кінофестивалі у м. Довіль.
- 2008 рік. Нагорода за найкращу музику до фільму «Рибка Поньо на кручі» режисера Хаяо Міядзакі на 32-му врученні премії Японської кіноакадемії. У 2009 році той самий саундтрек отримав нагороду Soundtrack Album of the Year на 23-й церемонії вручення Gold Disk Award та був номінований на нагороду за найкращу музику до фільму на третьому Азійському фестивалі.
- 2009 рік. Сольний альбом «Piano Stories. Best ‘88—‘08» виграв номінацію «Інструментальний альбом року» на 23й церемонії вручення нагород Japan Gold Disk Award.

Драма Відбуття (おくりびと, Окурібіто) режисера Йодзіро Такіти, саундтрек до якого написаний Дзьо Хісайсі, отримала в 2008 році «Оскар» як найкращий фільм іноземною мовою. У 2009 році той самий саундтрек отримав нагороду на найкращу музику до фільму від Японської кіноакадемії.

Нагороджений Медаллю Пошани на пурпурній стрічці від Уряду Японії.
- 2013 рік. Запрошений як «митець, що відзначився своїм вкладом у кіномистецтво»[48] у члени Американської Кіноакадемії, що вручає щорічні «Оскари».